# Rohr in Niederbayern
Rohr in Niederbayern (eller Rohr i.NB) er en kommune i Landkreis Kelheim i Regierungsbezirk Niederbayern i den tyske delstat Bayern.

## Geografi
Rohr i.NB ligger i Planungsregion Regensburg.
I kommunen ligger ud over Rohr i. NB landsbyerne Bachl, Helchenbach, Laaberberg, Obereulenbach, Sallingberg, Högetsing, Ursbach, See og Laaber. Sallingberg er med 320 indbyggere den mindste af dem.

## Historie
Rohr hørte under augustinerklosteret Rohr og var en del af Kurfyrstedømmet Bayern. Den nuværende kommune blev oprettet i 1818.